# Marc Sardelli
Marc Sardelli (Livorno, 1º gennaio 1930) è un pittore, disegnatore e incisore italiano.

## Biografia
Conseguita la maturità scientifica a Livorno, si iscrive all'Accademia di Belle Arti di Firenze, dove compie i suoi studi. Svolge la sua prima esperienza d'insegnante di disegno e storia dell'arte presso il Liceo Scientifico di Livorno ed il Seminario del Santuario di Montenero.
Nel 1955 è la sua prima esposizione personale in Italia. Nello stesso anno espone a San Francisco (USA) alla Santor's Contemporary Design Gallery. Nel 1955 la città di Livorno invia 6 sue opere alla Casa Bianca (Washington, DC) in dono alla first lady Mamie Eisenhower. Espone nelle principali città italiane e all'estero (1961 London, St. Martin Galleries, 1973 Parigi, Galleria d'Arte Fabre De Witty, 1984 St-Vincent, 1998 Caen, Chapelle du Carmel, 2002 Roma, Palazzo Valentini, etc).
Collaboratore e vignettista de Il Telegrafo negli anni '60 e ‘70, dal 1978 a metà degli anni '80 passa al quotidiano Il Tirreno, con vignette di commento alle notizie nazionali e internazionali più importanti. Dal 1975 al 1986 è direttore e docente dell'Accademia di Belle Arti "Trossi Uberti" di Livorno come successore di Voltolino Fontani. Nello stesso periodo è chiamato a presiedere il Premio Rotonda.
Ripetuti viaggi di studio in Germania, svolti per approfondire l'esperienza di Dürer, lo conducono a Norimberga, dove nel 1979 tiene la sua prima mostra personale (Wormser Gemälde Galerie) ed apre uno studio di pittore che gli servirà da base per le sue successive esposizioni in Germania (1979 e 1980, München, Das Haus der Gemälde Datzmann, 1991 Gemeinschaftshaus Nürnberg e 1994 Kulturladen Nürnberg, etc).
Il suo interesse storico per il periodo legato alle vicende napoleoniche lo portano a realizzare centinaia di opere che illustrano l'epopea napoleonica, presentate in mostre e pubblicazioni librarie. Per il Giubileo del 2000 la città di Livorno commissiona a Sardelli un dipinto che viene portato in dono a papa Giovanni Paolo II.
Dopo una lunga collaborazione artistica, la Marina Militare Italiana decide d'insignirlo del titolo di “Pittore di Marina", qualifica concessa dopo aver vinto tre concorsi nazionali (1998, 2000 e 2002). I dipinti di Marc Sardelli si trovano nei quadrati delle principali unità navali della Marina Militare e nelle sedi di terra più importanti: Palazzo Marina Roma, Accademia Navale Livorno, Venezia, La Spezia, Taranto, etc. Nel 1999 lo Stato Maggiore della Marina gli commissiona un dipinto della nave-scuola Amerigo Vespucci per farne dono al Presidente della Repubblica Carlo Azeglio Ciampi; il dipinto si trova tutt'oggi nel Palazzo del Quirinale.
Padre del direttore d'orchestra, compositore e disegnatore satirico Federico Maria Sardelli, fa parte del Sodalizio Mvschiato, “setta goliardica” labronica, diventata, a detta di Luca Boschi, un fenomeno a livello internazionale.